# Brederodestraat (Brussel)

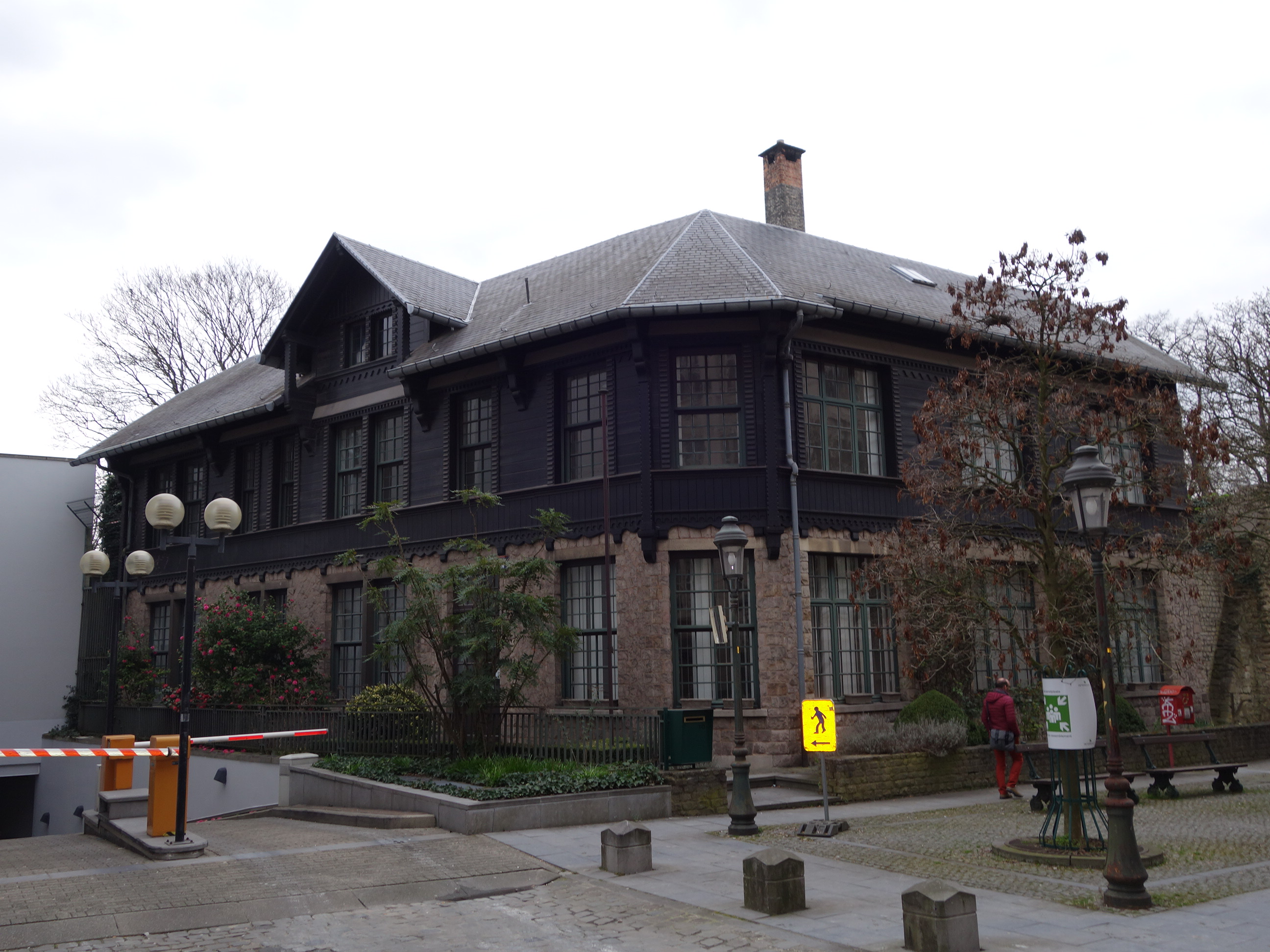
De "Noorse chalet" van Finn Knudsen

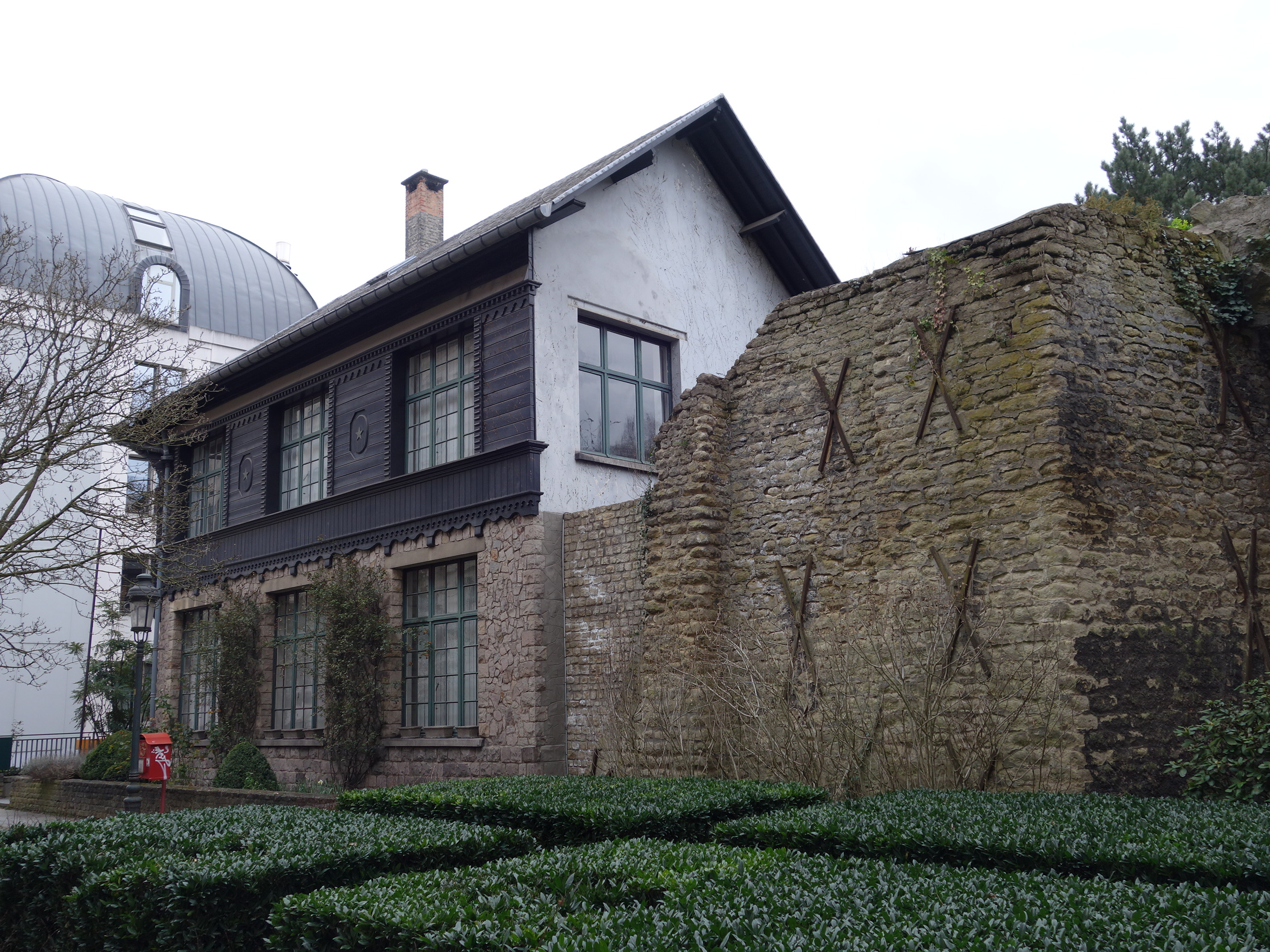
De chalet (met sterren van de Kongo-Vrijstaat) en de oude paleismuur

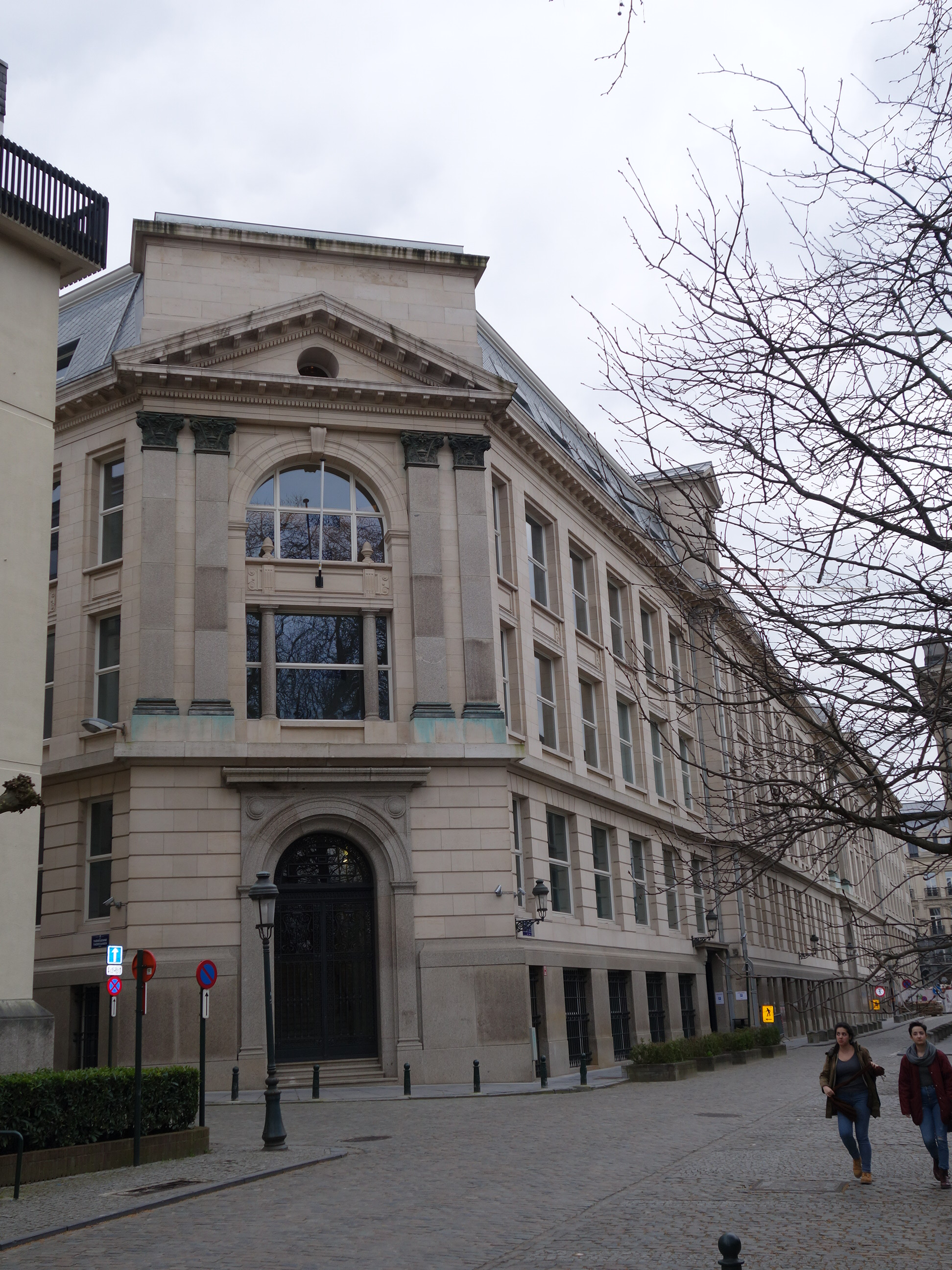
Ingang van de voormalige Banque d'Outremer

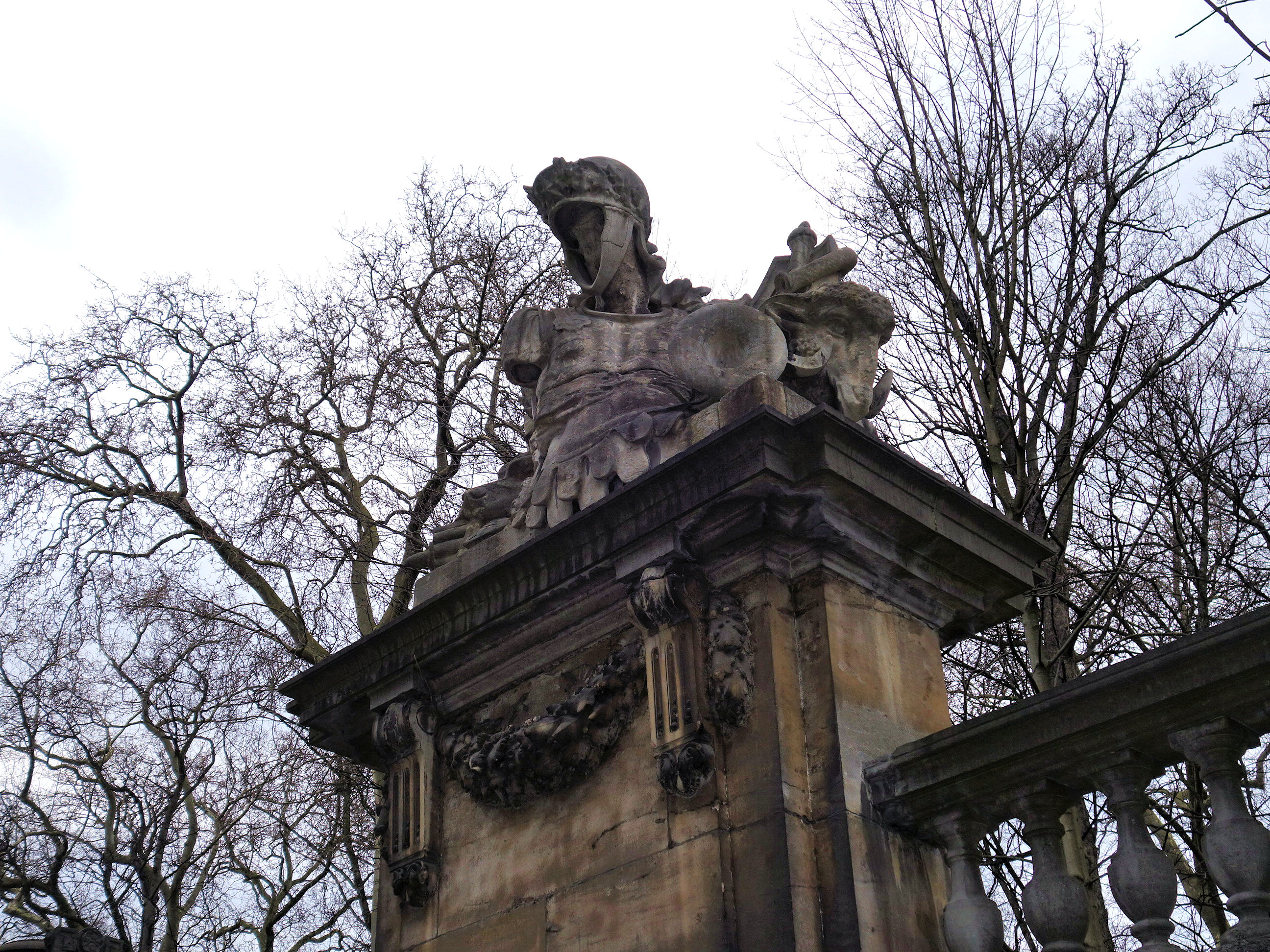
Beeldhouwwerk op de muur rond het koninklijk paleis

De Brederodestraat (Frans: Rue Brederode) in Brussel loopt over een lengte van 250 meter tussen de Naamsestraat en het kruispunt gevormd door de Boomkwekerijstraat en het Troonplein. Het is een rustige straat met een aantal koloniale gebouwen.

## Naam
De straat heeft haar huidige naam gekregen in 1851. Ze is genoemd naar Hendrik van Brederode, de Brusselse edelman die in 1566 het beroemde Smeekschrift overhandigde aan landvoogdes Margaretha. Hij hield er de bijnaam "Grote Geus" aan over, maar stierf korte tijd later in ballingschap.

## Geschiedenis
In de middeleeuwen liep hier een holle aardeweg aan de buitenzijde van de eerste stadsomwalling, die leidde naar Sertoghs Poorte. Een cijnsboek uit 1346 vermeldt dat die toegang gaf tot de hertogelijke wijngaard in de oude warande van het Koudenbergpaleis. Vandaar de toenmalige naam Tsertoghen streetken, vernoemd in 1402. Vlakbij lag ook de Oude Borg, het kasteel van de burggraven van Brussel. Burggraaf Rogier van Leefdaal vercijnsde het in 1331 aan het Koudenbergklooster.
In de 17e eeuw kwam de straat tussen twee kloosters te liggen: ten zuiden de theresianen (1610) en ten noorden de augustijnen van Koudenberg. Vanwege de schaduwrijke beboming ging men in de 18e eeuw spreken over de Groenstraat (Rue Verte). Als onderdeel van het masterplan van Louis Montoyer voor de Warandewijk werd het tracé van de straat in 1779 rechtgetrokken. De Heraldieke Kamer en de Domaniale Rijschool vestigden zich er, en ook Adolphe Sax woonde rond 1830 in de straat. In 1869 volgde een nieuwe heraanleg vanwege de uitbreiding van het koninklijk domein.
Naar het einde van de 19e eeuw werd de Brederodestraat een koloniaal-financieel centrum. De belangrijkste bedrijven van de groep-Albert Thys hadden er hun zetel (onder meer de Compagnie du Congo pour le Commerce et l'Industrie). Voorts: de Compagnie immobilière du Congo, de Compagnie sucrière du Congo, de Générale d'automobile et d'aviation, de Compagnie du Katanga en Urselia.

## Markante bouwwerken

### Noorse chalet
In 1906 liet koning Leopold II een merkwaardig huis optrekken in zijn achtertuin. Hij deed hiervoor een beroep op de Noorse architect Finn Knudsen, wiens paviljoen op de Wereldtentoonstelling van 1900 te Parijs indruk gemaakt had op de vorst. Vanuit de chalet leidde Leopold persoonlijk het bestuur van zijn Kongo-Vrijstaat, gesymboliseerd door vijfpuntige sterren in het houtwerk van de eerste verdieping. In dit hoofdkwartier werd de officiële propaganda gesmeed en kwamen journalisten over de vloer.
Aanvankelijk was de chalet suisse – zoals hij ook genoemd werd – niet zichtbaar vanaf de straat, maar tussen 1953 en 1971 zijn de huizen die het gezicht belemmerden afgebroken. Ook is het gebouw buiten de omheining van het koninklijk paleis komen te liggen.

### Banque d'Outremer
Begin 20e eeuw liet de Banque d'Outremer een rijkelijk hoofdkantoor optrekken met ingang aan de Brederodestraat (nr. 11-13 en 13A). Ze deed daarvoor een beroep op architect Jules Brunfaut. De bouw verliep in twee fasen (1909 en 1919-1920). Brunfaut mocht kostbare materialen gebruiken, onder meer voor de twee monumentale trappenhuizen. De koperen versiering op de zuilen is van Afrikaanse inspiratie. Door tussenkomst van bestuurslid Adolphe Stoclet werd de binnenhuisaankleding, met name zijn persoonlijke bureau, toevertrouwd aan de Wiener Werkstätte (wellicht Josef Hoffmann). De glazen bollen van de plafondverlichting en de siermotieven op de boekenkastdeuren zijn overgenomen van het Stocletpaleis. De mozaïekvloer en de muurschilderingen van Constant Montald zijn in een zwierige jugendstil, de overige elementen eerder in art deco.
Nu huist advocatenkantoor Linklaters in het beschermde gebouw.

### Koning Boudewijnstichting
Recht over de Noorse chalet huist sinds 1982 de Koning Boudewijnstichting (nr. 21). Het neoklassieke herenhuis uit 1779 werd eerst betrokken door een belastingontvanger en vanaf 1798 door de familie De Brouckère. Eind 19e eeuw kocht Leopold II het aan voor de administratie van de Kongo-Vrijstaat. Vanaf 1930 nam de nieuwe Association des amis et serviteurs de Léopold II er haar intrek. Ze richtte er vanaf 1954 het Museum van de Dynastie in (tot 1981).

### Paleismuren
Langs de Brederodestraat is nog een stuk van de oude paleismuur te zien. Uit de bouwtechniek met externe schoormuren valt op te maken dat het niet om een deel van de eerste stadwal gaat. Net ten westen van de kruising met de Naamsestraat liggen ook (bedekte) overblijfselen van de Koudenbergpoort.
Nog in de Brederodestraat ligt een dienstingang van het huidige koninklijk paleis. Na 9/11 werden de veiligheidsmaatregelen versterkt en zijn paaltjes aangebracht.